# Biblia del Pony Express

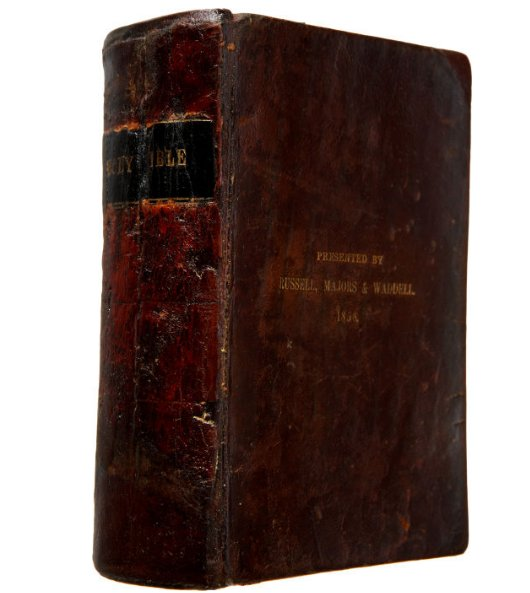
Biblia del Pony Express, KJV de 1858

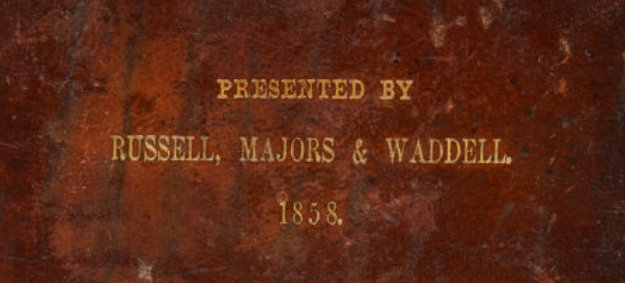
Biblia del Pony Express con letras de oro

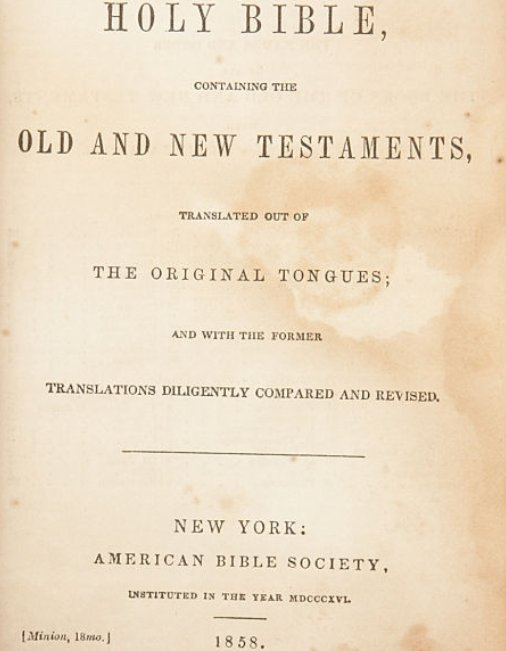
American Bible Society KJV 1858

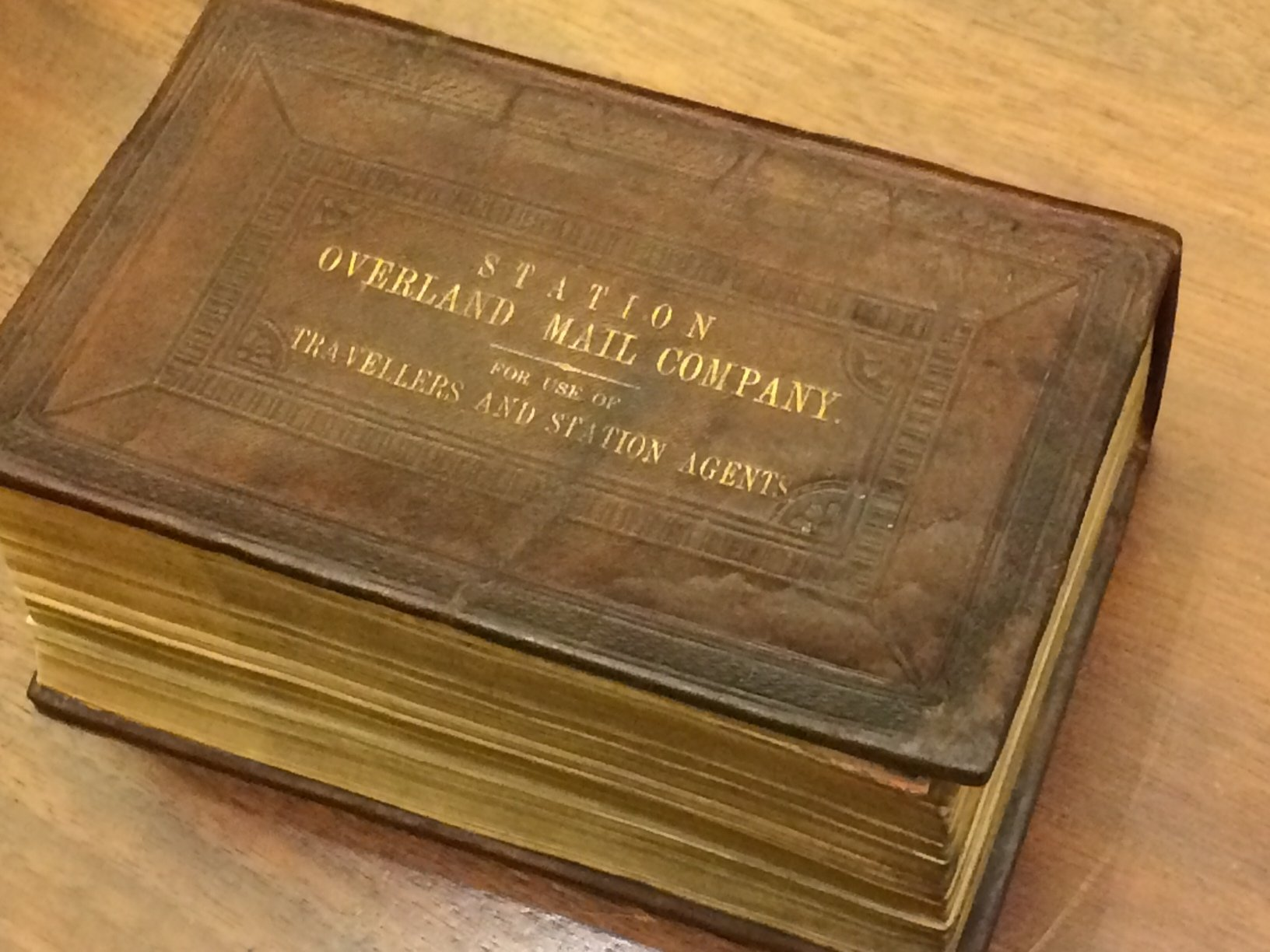
Biblia de la Compañía de Correo Overland

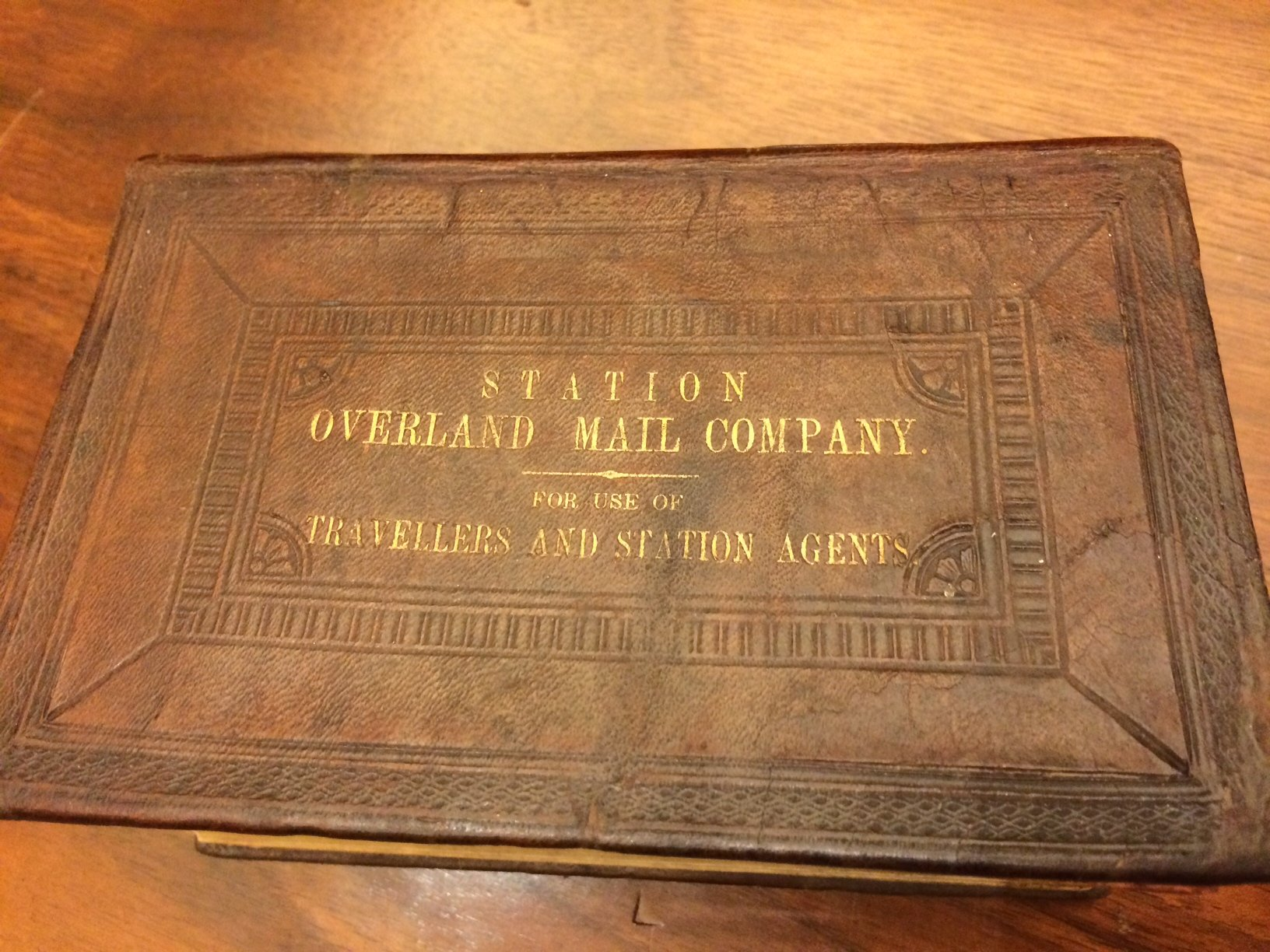
Detalle mostrando las letras de oro

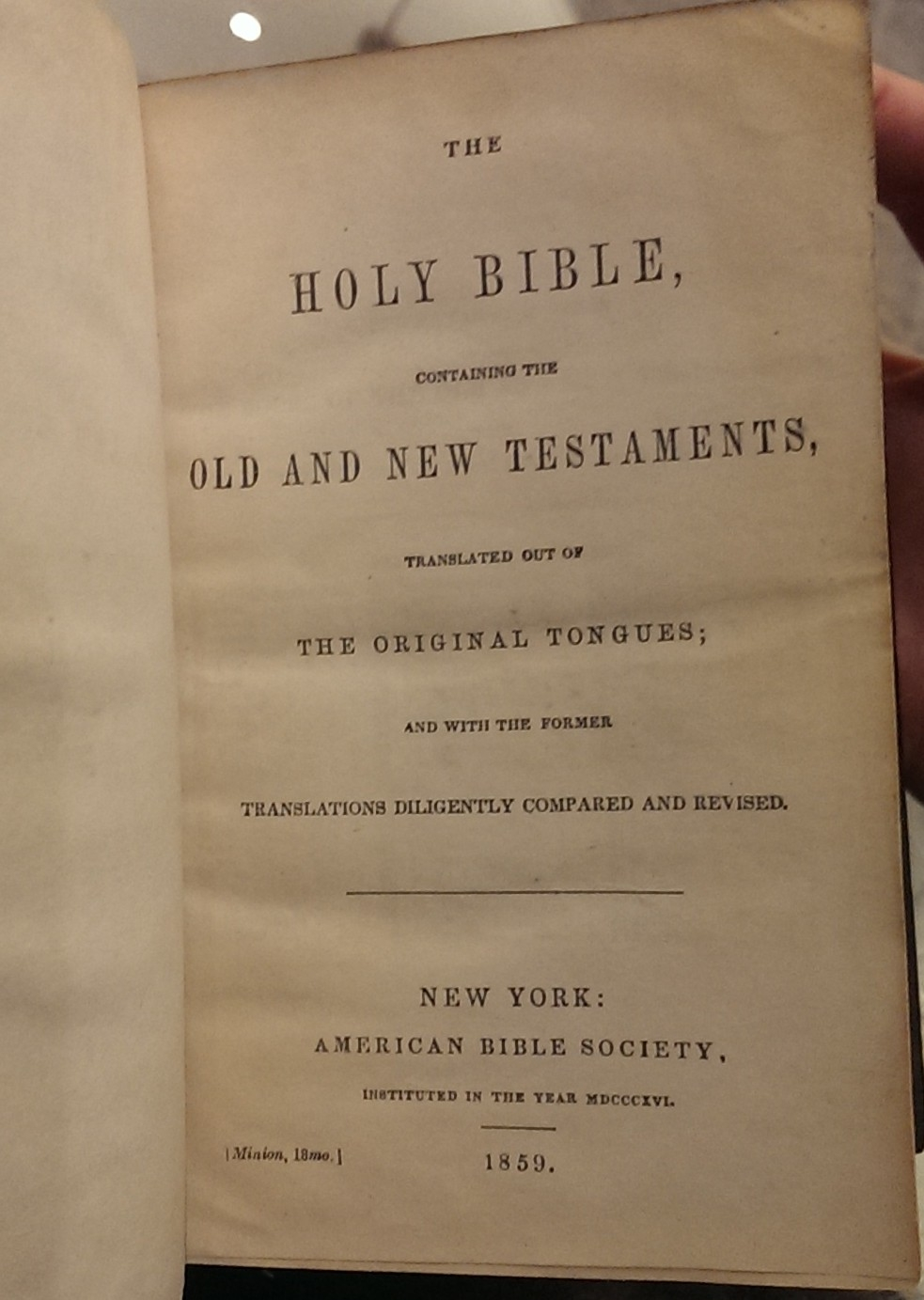
La portada de la Biblia de la Compañía de Correo Overland

La Biblia del Pony Express es una biblia protestante, versión del rey Jacobo (1611), que se distribuyó a los jinetes del servicio de correo rápido Pony Express en 1860 y 1861.

## Descripción
La edición especial, encuadernada en cuero, era entregada a todos los empleados por los operadores Russell, Majors y Waddell. Sus dimensiones eran aproximadamente de 14.5 cm de alto por 9.1 cm de ancho y un poco más de 4.8 cm de espesor. Constaba de 1278 páginas a doble columna.
Las copias de la Biblia fueron encargadas específicamente por Alexander Majors y contenían versiones completas tanto del Antiguo como del Nuevo Testamento. La firma había comprado originalmente estas copias especiales para los empleados de los vagones tren de su compañía. Las Biblias tenían letras de oro en la portada con una inscripción contemporánea y el rótulo "Presentada por Russell, Majors & Waddell. 1858". La fuente del texto del Antiguo y del Nuevo Testamento era una versión de la Biblia del rey Jacobo de 1858, publicada por la American Bible Society en la ciudad de Nueva York.
Cuando comenzaban a trabajar, cada jinete del Pony Express recibía una de las Biblias de edición especial, sobre la que juraba y firmaba el compromiso de lealtad, honestidad y sobriedad de la frontera, que estaba en la portada interior de la Biblia:

Yo, ..., juro por la presente, ante el Gran y viviente Dios, que durante mi compromiso, y mientras soy empleado de Russell, Majors y Waddell, en ningún caso utilizaré lenguaje profano, no beberé licores embriagadores, no pelearé ni tendré pendencias con ningún otro empleado de la firma, y que en todos los aspectos me comportaré con honestidad, seré fiel a mis deberes y dirigiré todos mis actos para ganar la confianza de mis empleadores, ayúdame Dios.
Juramento de los Jinetes del Pony Express

 Al parecer, los 183 jinetes empleados desde abril de 1860 hasta noviembre de 1861 no se tomaron la promesa muy en serio, ya que, en general, eran considerados amedrentadores, rudos y poco convencionales.

## Antecedentes
Alexander Majors, uno de los operadores originales del Pony Express, tenía convicciones religiosas y exigía que se mantuvieran ciertos principios que se relacionaban con la Biblia. Por ejemplo, exigía no maldecir en público ni consumir licores y que cada jinete debía honrar el domingo como un día de descanso. Inicialmente, a los jinetes del Pony Express se les entregaron ciertas piezas de equipo para llevar, que incluían un cuchillo de monte y la Biblia del Pony Express. Posteriormente, la mayor parte de este equipo dejó de entregarse porque era demasiado pesado para cargarlo y se consideró un conjunto de elementos adicionales innecesarios para viajar. Algunas fuentes indican que los jinetes llevaban la Biblia que se les dio, al menos al principio. Otras fuentes afirman que los jinetes nunca llevaban su Biblia, ya que agregaba peso que podía ralentizar el caballo en el que viajaban. Muchos de los jinetes portaban una sola pistola con un cilindro extra de balas en sus viajes. Algunos ni siquiera llevaban un arma, confiando en la velocidad de su montura para escapar de situaciones peligrosas.

## Ubicaciones
El cuadragésimo quinto informe anual de la American Bible Society deja constancia de las 300 copias de la Biblia otorgadas el 9 de mayo de 1861 a Major y Russell por la American Bible Society. El último registro conocido de un 'censo' data de 1960, y citaba que se conservaban 12 ejemplares. Solo dos de estas Biblias se pusieron a disposición del público desde 1980.
- 2 copias - Pony Express History and Art Gallery, San Rafael, California
- 2 copias - Hijas de los pioneros de Utah, Salt Lake City, Utah
- 1 copia - Bancroft Library, Berkeley, California
- 1 copia - Denver City Library (Main), Denver, Colorado[20]
- 1 copia - Monumento Histórico Estatal de la Estación Mormona, Genoa, Nevada
- 1 copia - Sociedad Histórica del Estado de Nebraska, Lincoln, Nebraska
- 1 copia - Hijos de los pioneros de Utah, Salt Lake City, Utah
- 1 copia - Sociedad Histórica del Estado de Colorado, Denver, Colorado
- 1 copia - Society of California Pioneers, San Francisco, California
- 1 copia - Sociedad Histórica de California, San Francisco, California.

## Sociedad de Pioneros de California

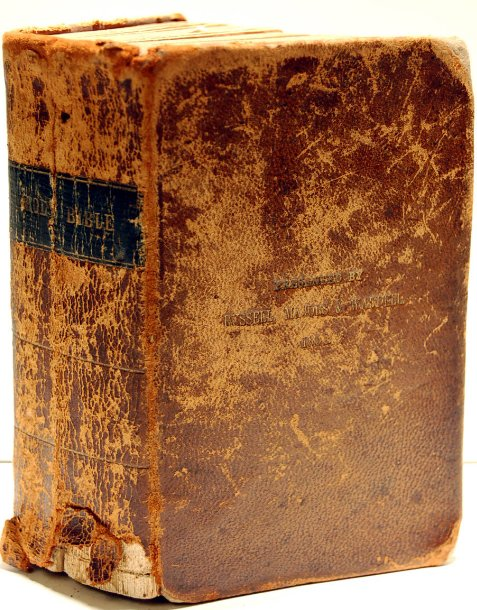
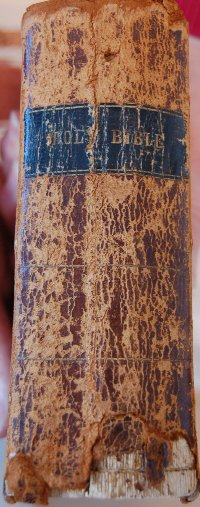
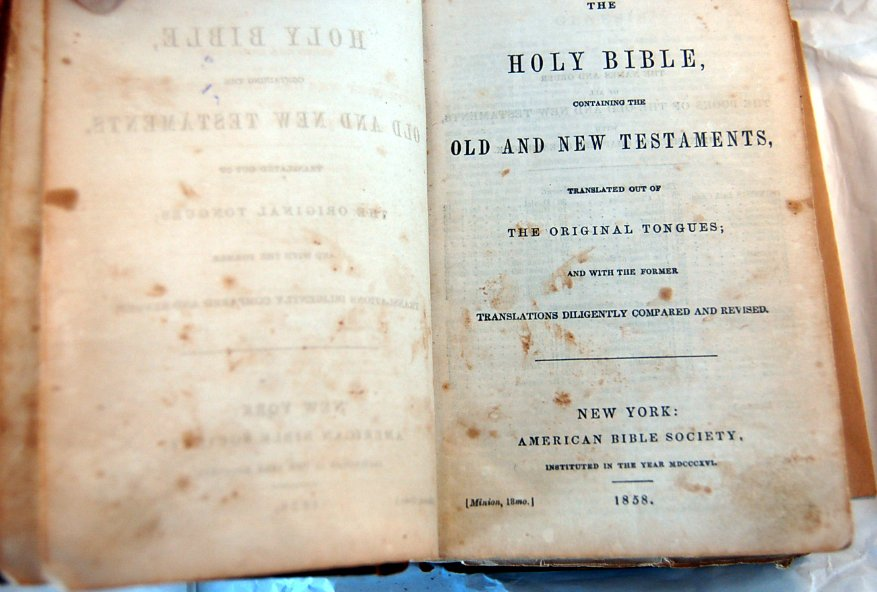
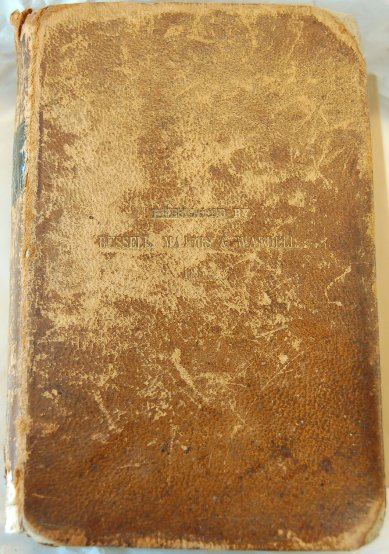

Biblia del Pony Express propiedad de la Sociedad de Pioneros de California.

## Overland Mail Company
La ruta del Pony Express que utilizaban los jinetes recorría los territorios de Utah, Nebraska y Kansas, compartiendo estaciones de relevo con la línea de diligencias de la Butterfield Overland Mail Company, que finalmente se hizo cargo de la parte occidental de la ruta del Pony Express que se dirigía a Sacramento, California, cuando la empresa se disolvió en 1861. La ruta del Pony Express pasaba por lo que ahora son los estados de Misuri, Kansas, Nebraska, Wyoming, Colorado, Utah, Nevada y California.
Los operadores de las estaciones de la Overland Mail Company probablemente tenían copias de la edición de 1859 de la Biblia de la American Bible Society, similares a la Biblia de 1858 del Pony Express.

## Pawn Stars
En el programa de televisión Pawn Stars, en la temporada 8, episodio 55, titulado "Ponies and Phonies" (emitido originalmente el 24 de abril de 2014), una Biblia de la Overland Mail Company es comparada con otra del Pony Express por la consultora de libros raros Rebecca Romney.